# Celina Murga
Celina Murga (Paraná, 6 de abril de 1973) é uma cineasta e roteirista argentina. 
Participou do Festival de Veneza em duas ocasiões: com o seu primeiro longa-metragem, Ana y los otros (2003) e depois com Una semana solos (2007). Ganhou em 2009 uma bolsa da Rolex para estudar com Martin Scorsese, com quem colaborou no filme A Ilha do Medo.
Ganhou o prêmio Femina de 2009, com Una semana solos.
Em 2014, teve seu longa La tercera orilla exibido no Festival de Berlim.

## Filmografia
- Ana y los otros (2003)
- Una semana solos (2007)
- Pavón (2010)
- Escuela Normal (2012)
- La tercera orilla (2014)